# Banbury
Banbury este un oraș în comitatul Oxfordshire, regiunea South East England, Anglia. Orașul se află în districtul Cherwell a cărui reședință este.